# Autenticación Autónoma Directa
La Autenticación Autónoma Directa (o Direct Autonomous Authentication, "DAA") es una plataforma de ciberseguridad desarrollada por la compañía de tecnología Averon, con sede en San Francisco. La plataforma DAA habilita la autentificación segura de un usuario móvil mientras preserva simultáneamente su privacidad. La tecnología fue desarrollada de manera discreta desde fines de 2015, y fue por primera vez presentada por Averon en 2018, y luego expuesta en Consumer Electronics Show 2018 como una nueva tecnología nueva que combate las crecientes amenazas del ciberdelito y el hackeo de las cuentas de consumidores.

## Antecedentes históricos
Los métodos tradicionales de ciberseguridad han llevado a la consecuencia involuntaria de la pérdida de privacidad del usuario, debido a técnicas que requieren la divulgación de datos personales, como puede ser un dato del usuario (nombre, fecha de nacimiento, biometría), algo que el usuario debe saber (contraseña, nombre de usuario, pregunta / respuesta secreta) o algo que el usuario tiene (tarjeta de acceso, dispositivo, documento de identificación). Pero estas formas de credenciales heredadas de usuario pueden ser robadas o falsificadas, algo que cada vez sucede más. Una vez que dichas credenciales hayan quedado comprometidas, como por ejemplo debido a un evento de hackeo, nunca podrán volver a ser usadas de forma segura.
Otros métodos tradicionales de seguridad móvil, como son los códigos de acceso de un solo uso (OTP), la Infraestructura de clave pública y la implementación de la autenticación de dos factores a través de códigos SMS, requieren esfuerzos adicionales por parte del usuario, lo que lleva a una reducción medible en su adopción y, por lo tanto, interfaces menos seguras, scavando con ello el propósito de los métodos en conjunto.
Muchas ofertas de autenticación de múltiples factores basadas en el teléfono requieren que los usuarios finales ingresen un nombre de usuario y contraseña, luego generen códigos que les son enviados por SMS, y que luego el usuario final debe ingresar en un campo de datos o presionar un botón para iniciar sesión a una cuenta o autorizar una transacción.
Sin embargo, como lo demostró el robo de SWIFT de 2017, los SMS no son una red de mensajería segura y hay múltiples iniciativas en curso que urgen el abandono de ese sistema. El National Institute of Standards and Technology (NIST) también advirtió en 2016 y nuevamente en 2017 que la autenticación de dos factores basada en SMS debe ser abandonada debido a los riesgos de seguridad, ya que continuamente aumentan las violaciones a las tecnologías de SMS.
Estos diversos métodos heredados de ciberseguridad, incluido el SMS, surgieron en respuesta a la falta de una capa de identidad nativa en Internet. Aunque en los orígenes algunos vieron el anonimato de Internet como una comodidad para acceder a cualquier persona y cualquier servidor desde cualquier ubicación, dicha comodidad sin una autenticación de identidad ha llevado a un aumento en la cantidad de actividades fraudulentas en línea, ya que ha permitido que cualquier persona en cualquier lugar pueda aparentar ser otra persona en otro lugar. Fue así que año tras año, empresas, gobiernos e individuos han sufrido niveles crecientes de delitos informáticos. Aunque el protocolo de Internet HTTPS fue considerado de utilidad en términos de asegurar los paquetes de datos de Internet, no puede ni logra verificar que los remitentes de paquetes de datos sean realmente lo que ellos mismos representan.

## Introducción
A diferencia de los métodos heredados de ciberseguridad, la plataforma DAA elude acciones del usuario final, y en lugar de centrarse en la autentificación del dispositivo de un usuario, proporciona en cambio autentificación autónoma del número de su teléfono celular, ya que ese número continúa asociado con el usuario incluso cuando este pierde, destruye o actualiza su teléfono celular.
El método de la DAA utiliza una combinación exclusiva de la tecnología desarrollada por Averon que trabaja dentro de los conductos de datos de la red móvil segura junto con tecnología encriptada presente en cada teléfono inteligente. La combinación de estos métodos de autentificación autónomos ha sido descrita por analistas de búsqueda como más rápida, más segura, y un método más fuerte de ciberseguridad en relación con los tradicionales.

## Blockchain y propiedades de privacidad
La tecnología Blockchain incorporada en la plataforma DAA garantiza la privacidad de los usuarios finales. No se conservan datos personales identificables en la plataforma, por lo tanto, la divulgación pública de la identidad auténtica de uno (por ejemplo, con el fin de verificar las interacciones en las redes sociales) es voluntaria. La tecnología DAA permite al usuario final un control total sobre la divulgación de la identidad en cualquier interacción en línea, que puede ser controlada por el mismo en diversos grados, desde el anonimato hasta la identificación pública. En los casos que involucran la necesidad de anonimato con respecto a la seguridad del usuario final, como en el caso de denunciantes o activistas políticos, la tecnología blockchain de la plataforma DAA ofrece un método para el anonimato completo, con la opción de la verificación voluntaria de datos limitados pero a menudo necesarios ( como verificar la ubicación general de un usuario anónimo). De este modo, la tecnología DAA alivia el desafío hasta ahora insuperable de proteger la privacidad del usuario con la necesidad de autenticación.

## Casos de uso
La plataforma de tecnología DAA fue diseñada para ser adoptada sin inconvenientes para su uso en una amplia variedad de industrias y casos de uso en los que se requiere autenticación móvil de los usuarios.

## Reconocimiento
Desde su introducción al mercado en 2018, la plataforma DAA ha sido reconocida por varios grupos de la industria por su innovación, incluyendo la obtención del Premio de Oro en los Edison Awards 2018, el Premio a la Excelencia en Ciberseguridad y el BIG Innovation 2018 Award.